# Gyrodactylus mugilis
Gyrodactylus mugilis är en plattmaskart. Gyrodactylus mugilis ingår i släktet Gyrodactylus och familjen Gyrodactylidae. Inga underarter finns listade i Catalogue of Life.